# Блажко Сергій Миколайович
Сергій Миколайович Блажко (17 листопада 1870 — 11 лютого 1956) — радянський астроном, член-кореспондент АН СРСР (1929).

## Життєпис
Народився в Хотимську (нині Могилівська область, Білорусь). 1892 року закінчив Московський університет. З 1894 працював у обсерваторії Московського університету, із 1910 викладав у Московському університеті (з 1918 — професор, у 1931–1937 — завідувач кафедрою астрономії, у 1937–1953 — кафедрою астрометрії), у 1918–1920 — заступник директора обсерваторії Московського університету, у 1920–1931 — її директор.
Основні наукові роботи присвячені дослідженню змінних зір і практичній астрономії. Створив московську школу дослідників змінних зір. З 1895 року систематично фотографував зоряне небо з метою виявлення змінних зір, чим поклав початок великої колекції «скляної бібліотеки» Московської обсерваторії. 1904 року апаратурою власної конструкції сфотографував спектри двох метеорів і вперше дав їм правильне тлумачення. Це були одні з перших у світовій літературі фотографії спектрів метеорів. Особливу увагу приділяв вивченню затемнено-подвійних зір типу Алголя. Вперше проаналізував вплив потемніння до краю диска зірки на форму кривої блиску і на визначення елементів орбіти, вказав метод урахування цього ефекту. Виявив зміни періодів і форми кривої блиску низки коротко-періодичних змінних зір типу RR Ліри. Це явище названо ефектом Блажка. Одним з перших детально досліджував U Цефея у фазі нормальної яскравості і в мінімумі блиску. 1919 року запропонував новий метод виявлення малих планет. Під час спостереження повного сонячного затемнення 1914 року приладом власної конструкції сфотографував сонячну корону в поляризованому світлі. Автор низки оригінальних конструкцій — таких, як спеціальний зоряний спектрограф, блінк-мікроскоп, пристосування в меридіанних інструментах для ослаблення блиску для спостереження моментів проходження зір, спеціальна лупа для відліку розділених кругів та іншого.
Був видатним педагогом, викладав курси практичної й загальної астрономії, вперше в Московському університеті став викладати курс загальної астрофізики. Автор трьох підручників — «Курс практичної астрономії» (1-е видання — 1938, 2-е видання — 1940, 3-е видання — 1951), «Курс загальної астрономії» (1947) і «Курс сферичної астрономії» (1-е видання — 1948, 2-е видання — 1954). Докладно описав історію розвитку астрономії в Московському університеті протягом 1824–1920 років.
Понад 20 років очолював Комісію з вивчення змінних зір при Астрономічній раді АН СРСР.

## Нагороди і відзнаки
- Заслужений діяч науки РРФСР (1934).
- 2 ордени Леніна
- 2 ордени Трудового Червоного Прапора
- Сталінська премія (1952)

На його честь названо астероїд 2445 Блажко та кратер на Місяці Блажко.